# Responsabilité diminuée
En droit pénal, la responsabilité diminuée (ou capacité diminuée) est un moyen légal de défense par lequel un défendant peut affirmer que ses capacités mentales étaient « diminuées » ou dysfonctionnelles au moment du crime. Cette défense peut lui permettre de se soustraire à une condamnation, même s'il a violé la loi. Selon le système juridique en place, elle a une force variable.

## Voir
- Défense fondée sur les troubles mentaux